# Maserati Buran
De Maserati Buran is een conceptauto van de Italiaanse autofabrikant Maserati die voor het eerst getoond werd op het Autosalon van Genève in 2000. De wagen is vernoemd naar een Siberische wind.
Het ontwerp van de Buran is een combinatie van een sedan, hatchback en MPV. Met een lengte van bijna vijf meter is het een ruime wagen. De achterdeuren zijn elektrische schuifdeuren en ook de achterklep wordt elektrisch bediend. De Buran heeft een zestrapsautomaat en permanente vierwielaandrijving. De 3,2L twin-turbo V8-motor is afkomstig uit de Maserati 3200 GT en heeft een vermogen van 370pk.
Italdesign haalde voor het ontwerp de Buran zijn inspiratie bij twee van zijn eerdere conceptauto's: de Alfa Romeo New York Taxi uit 1976 en de Lancia Megagamma uit 1978.